# Devin Edgerton
Devin Edgerton (* 12. Juni 1970 in Kindersley, Saskatchewan) ist ein ehemaliger kanadischer Eishockeyspieler, der zuletzt beim österreichischen Bundesligisten EC VSV unter Vertrag stand.

## Karriere
Der 1,82 m große Center begann seine Karriere bei den Humboldt Broncos in der kanadischen Juniorenliga Saskatchewan Junior Hockey League, bevor er von den Peoria Rivermen aus der International Hockey League verpflichtet wurde. In Peoria wie auch nach seinem Wechsel zu den Atlanta Knights spielte der Linksschütze zunächst auch für verschiedene Farmteams in der East Coast Hockey League, Edgertons letzte IHL-Station vor seinem Wechsel nach Europa waren schließlich die Phoenix Roadrunners aus Arizona.
1996 wechselte der Kanadier zum SC Herisau in die Schweizer Nationalliga B, mit denen er schon in der ersten Spielzeit in die erste Liga aufsteigen konnte. Nach dem direkten Wiederabstieg ein Jahr später zog es ihn zum Meister EV Zug, für die er eine Saison lang auf dem Eis stand und dann in die DEL zu den Frankfurt Lions wechselte. Für die Lions absolvierte er eine Spielzeit und ging dann zur Saison 2000/01 zu den Adler Mannheim, mit denen er gleich im ersten Jahr Deutscher Meister wurde. Für die Adler spielte Edgerton in sechs Jahren 274 Partien, womit er noch heute den neunten Platz in der vereinsinternen Bestenliste belegt. Edgerton geriet in seiner letzten Saison in Mannheim bei den Fans in Kritik, da er das schlechte Spiel seiner Mannschaft damit erklärte, dass man ohnehin die Play-offs erreichen werde und dort dann das wahre Leistungsvermögen gezeigt wird. Nach der für Mannheim durch das Verpassen der Play-offs misslungenen Saison 2005/06 wechselte der Kanadier schließlich nach Österreich zum EC VSV.
Im Verlaufe seiner Karriere war Edgerton außerdem für die Anaheim Bullfrogs und Atlanta Fire Ants in der Roller Hockey International aktiv. Mit Anaheim gewann er 1993 die Meisterschaft und somit den Murphy Cup.

## Erfolge und Auszeichnungen
| - 1991 SJHL Most Valuable Player - 1993 Teilnahme am ECHL All-Star Game - 1993 ECHL Second All-Star Team - 1993 Murphy-Cup-Gewinn mit den Anaheim Bullfrogs - 1994 Turner-Cup-Gewinn mit den Atlanta Knights | - 1996 Spengler-Cup-Gewinn mit dem Team Canada - 2000 Teilnahme am DEL All-Star Game - 2001 Deutscher Meister mit den Adler Mannheim - 2003 Deutscher Pokalsieger mit den Adler Mannheim - 2005 Vizemeister mit den Adler Mannheim |

## Karrierestatistik
(Legende zur Spielerstatistik: Sp oder GP = absolvierte Spiele; T oder G = erzielte Tore; V oder A = erzielte Assists; Pkt oder Pts = erzielte Scorerpunkte; SM oder PIM = erhaltene Strafminuten; +/− = Plus/Minus-Bilanz; PP = erzielte Überzahltore; SH = erzielte Unterzahltore; GW = erzielte Siegtore; 1 Play-downs/Relegation; Kursiv: Statistik nicht vollständig)